# Aagadeskatten
Aagadeskatten (Grenaaskatten eller Grenåfundet) er et depotfund af omkring 12.000 mønter fra middelalderen, som blev fundet i Aagade i Grenaa i 1910.
Skatten blev fundet, da man gravede et gasrør ned i østsiden af Aagade. Mønterne lå i en lerkrukke, og mange af dem blev fundet af lokale beboere. Dagen efter offentliggjorde politiet, at de var danefæ, og en række mønter blev indleveret. Man skønner, at omkring 1000 mønter forsvandt.
I alt er der 12.007 mønter, og størstedelen var slået i Jylland, mens kun to var slået i Lund og Roskilde. Skatten er sandsynligvis nedgravet 1225-1230.
Fundet er udstillet på Nationalmuseet i København.